# Bienenschutzverordnung
Die deutsche Bienenschutzverordnung (BienSchV) dient der Lebensmittelsicherheit und soll Honigbienen vor Schäden durch Pflanzenschutzmittel bewahren. Sie ist durch das Pflanzenschutzgesetz ermächtigt.
Die BienSchV regelt die Definition der bienengefährlichen Pflanzenschutzmittel, deren Art der Anwendung, sowie die Ordnungswidrigkeiten und die entsprechenden Ausnahmeregelungen. Im Rahmen des Zulassungsverfahrens eines Pflanzenschutzmittels erteilt das Bundesamt für Verbraucherschutz und Lebensmittelsicherheit (BVL) die Auflagen, nach deren Vorgaben die ordnungsgemäße Kennzeichnung erfolgt. Sie findet nach den Einteilungen der Bienengefährdungsstufen statt, die auf jedem Endprodukt vorhanden sein muss. Für die Zulassung von bienengefährlichen Pflanzenschutzmitteln müssen umfangreiche Untersuchungen, zum Beispiel GLP-Prüfstudien von Labor-, Zelt- und Freilandversuchen eingereicht werden.

## Geschichte
In der Zeit der 1920er Jahre, als die chemische Industrie aufzublühen begann, nahm die Bedeutung von chemischen Pflanzenschutzmitteln rapide zu. Anfangs wurden stark giftige Substanzen wie Arsen und Blei eingesetzt, weswegen frühzeitig (im Jahr 1920) die „Prüfstelle für Pflanzenschutzmittel“ der Biologischen Reichsanstalt (BRA) eingerichtet wurde. Sie führte toxikologische Untersuchungen zur Beurteilung der Auswirkung der eingesetzten Substanzen auf Bienen durch. Basierend auf den Ergebnissen dieser Untersuchungen wurden erste Empfehlungen zur Anwendung der Pflanzenschutzmittel unter Berücksichtigung des Bienenschutzes herausgegeben. Mehrere Landesregierungen haben daraufhin entsprechende Anordnungen umgesetzt. Am 1. Februar 1933 wurde in Mecklenburg die erste Anordnung zur Bekämpfung von Obstbaumschädlingen und zum Schutz der Bienen erlassen, die als eine Orientierung für die Verordnung über bienenschädliche Pflanzenschutzmittel vom 25. Mai 1950 gilt. Diese Verordnung wurde zum 1. Januar 1972 durch die Verordnung zum Schutz der Bienen vor Gefahren durch Pflanzenschutzmittel (Bienenschutzverordnung) vom 19. Dezember 1972 (BGBl. I S. 2515) ersetzt. Seit dem 5. August 1992 gilt die aktuelle Fassung der BienSchV vom 22. Juli 1992, deren letzte Änderung durch das Gesetz zur Neuorganisation des gesundheitlichen Verbraucherschutzes und der Lebensmittelsicherheit am 15. August 2002 in Kraft trat.

## Kritik
Die Bienenschutzverordnung regelt die sachgerechte Anwendung von als „bienengefährlich“ gekennzeichneten Pflanzenschutzmitteln. Dennoch kann es in der Praxis zu Fehlanwendungen von Pflanzenschutzmitteln oder zu nicht vorhersehbaren Ereignissen kommen, wie beispielsweise im Frühjahr 2008, als die Aussaat von mit Neonicotinoiden gebeiztem Mais-Saatgut zur Schädigung von über 11.000 Bienenvölkern am Oberrhein führte. Dies führte dazu, dass das Bundesamt für Verbraucherschutz und Lebensmittelsicherheit das Ruhen der Zulassung für acht insektizide Saatgutbehandlungsmittel für Mais- und vorsorglich auch für Rapssaatgut anordnete.
Ab 2013 wurden EU-weite Beschränkungen für Clothianidin, Imidacloprid und Thiamethoxam eingeführt. Diese Wirkstoffgruppe ist auch als eine mögliche Ursache des so genannten Bienensterbens in der Diskussion.